# Palermská deska
Palermská deska je označení užívané v egyptologii pro fragmenty čedičové desky, na níž byl po obou stranách zaznamenán seznam staroegyptských faraonů včetně dalších záznamů o době jejich vlády. Deska byla nalezena poblíž Memfisu v roce 1866 a až v roce 1895 byla znovu objevena u jedné rodiny na Sicílii. Teprve v roce 1902 ji prozkoumal J. H. Schäfer.

## Původ desky

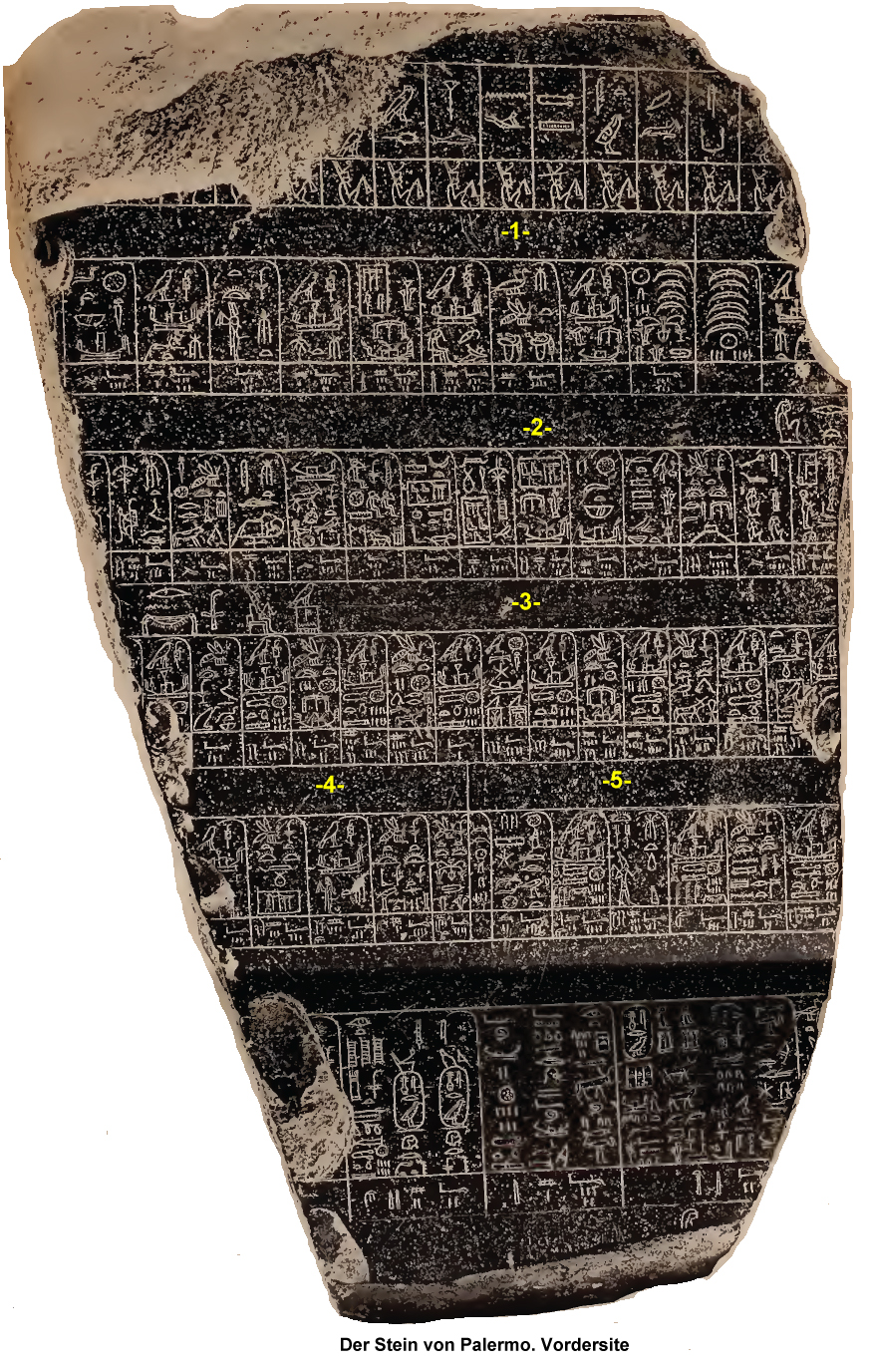
Fragment Palermské stély s vyznačenými jmény některých faraonů 1. a 3. dynastie; ve spodním registru je kartuš faraona Snofrua

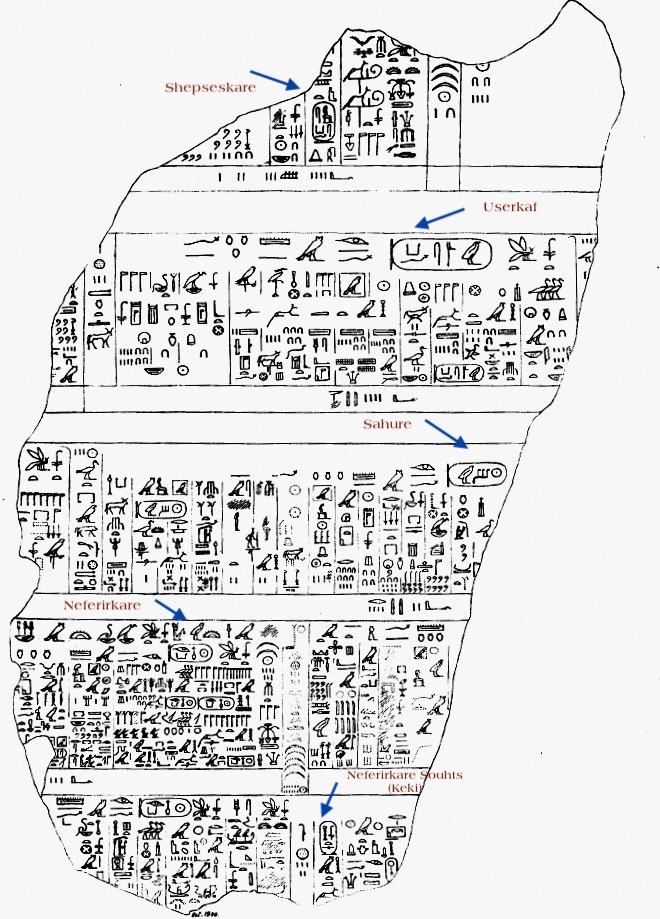
Palermská deska, odvrácená strana s nápisy z 5. dynastie; rekonstrukce podle Nevilla

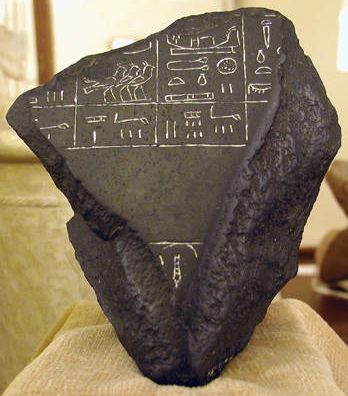
Fragment Royal Annals vystavený v Petrie Museum v Londýně, na kterém je napsaná část rejstříku Khasekhemwy, dole je znak z registru Snofru

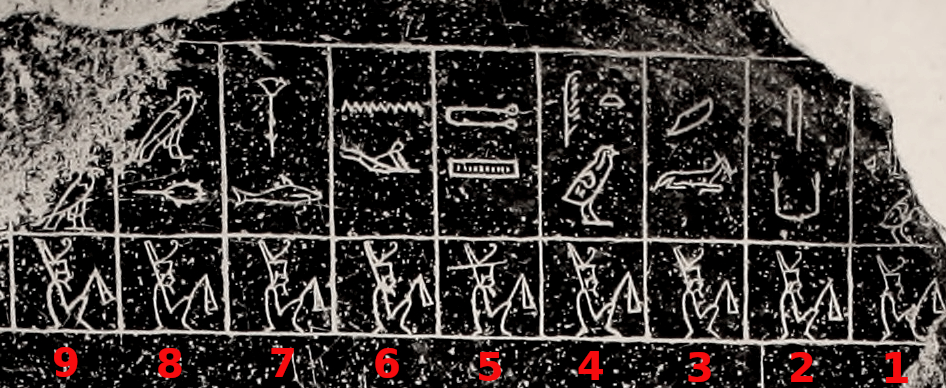
Horní registr se jmény předdynastických králů;1- ?, 2-Hsekiu/Seka, 3-Khayu, 4-Tiu/Teyew, 5-Thesh/Tjesh,6-Neheb, 7-Uatch-nãr, 8-Mekha, 9-?

Vlastní název desky je odvozen od sicilského Palerma, kde se v muzeu nachází největší z jejích zlomků. Další čtyři fragmenty jsou uloženy v muzeích v Londýně a Káhiře.
Palermská deska vznikla pravděpodobně v pozdním období 4. dynastie případně až v 5. dynastii, za Neferirkareho vlády. Zároveň se uvádí, že byla mnohem podrobnější podle do dnešní doby nezachovaných záznamů dolnoegyptských králů. Zachované části tvoří jen malou část desky – v původních rozměrech dosahovala asi šířky 2,1 m a výšky ~60 cm. Byla zhotovena z tvrdého bazaltu.
Text začíná mytologickými králi, jimž je přičítána vláda mnoha tisíc let, až k bohu Horovi, který vládu předal prvnímu lidskému králi Menimu, jímž začíná 1. dynastie. Následující panovníci jsou vyjmenováni až do doby vzniku desky.

## Text desky
Jednotlivé údaje zaznamenávají důležité události vlády jednotlivých panovníků a jsou od sebe odděleny hieroglyfickým znakem  (palmová větev) označujícím „královský rok“ – zahrnující dobu nástupu na trůn, výšku nilských záplav, zakládání chrámů, válečná tažení, sčítání zajatců, sčítání dobytka a podobně. Není ovšem jasné, jaký časový úsek tento „královský rok“ skutečně označuje. Podle některých badatelů nejde o rok kalendářní, ale o období vymezené sčítáním skotu, které bylo prováděno každý druhý kalendářní rok. Pokud by tato teorie byla správná, bylo by třeba pro zjištění skutečné délky vlády „roky“ uváděné na desce zdvojnásobit.
Ve spodním registru je v prvním okně (zleva) kartuše faraona Snofrua, prvního faraona 4. dynastie, v sousedním okně je zápis:
...založení 35 statků s lidmi (pracovníky) a 1220 farem pro pěstování dobytka ...

Zadní (odvrácená) stěna obsahuje zápisy z 5. dynastie, část z nich je poškozená, i když je často presentována rekonstrukce textu Nevillem. V poslední době je pomocí moderních metod úsilí odhalit původní text, přečíst jej a zaplnit mezeru v poznání historie slunečních chrámů ve Staré říši.

## Chronologie
W.Barta z textů na Palermské desky upravil chronologii Staré říše:
| 1. dynastie | 2. dynastie | 3. dynastie | 4. dynastie | 5. dynastie | celkem |
| ----------- | ----------- | ----------- | ----------- | ----------- | ------ |
| 185         | 151         | 74          | 120         | 162         | Σ 692  |

## Souhrn
Ačkoli Palermská deska a její další menší fragmenty zůstávají neúplné, jen s náznakem dílčích textů, je to jeden z nejcennějších souborů autentických informací o Staré říši v kontextu dějinné posloupnosti od předdynastického období až do 5. dynastie. Texty nápisů vypovídají o událostech v průběhu vlády jednotlivých králů, údaje o výšce záplav Nilu, které předvídaly úrodnost v dané době v časové posloupnosti a s návazností na upřesnění chronologie Staré říše. Zápisy tak ukazují, že v centralizovaných systémech se rozvíjela administrativní správa materiálních zdrojů, které byly nezbytné při plánování a realizaci velkých staveb, zřejmě počínaje stavbou Džoserovy pyramidy a zvláště pak ve 4. dynastii za vlády Snofrua a jeho následníků, obdobně pak také faraonů 5. dynastie. Jak ostatně také dokládají Abúsírské papyrusy

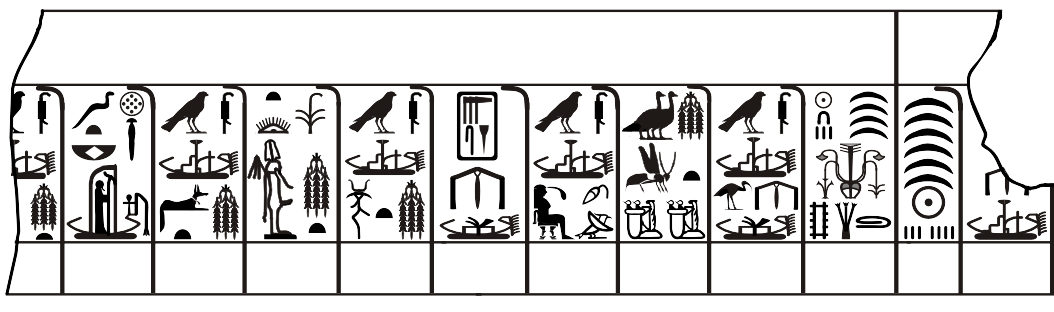
Čelní strana 2. registr; (čtení zprava); začátek vlády krále Djera 1. dynastie a změna vlády z krále Aha na krále Djera ve 2. a 3. okně

## Návazné články
- 3. dynastie
- 4. dynastie
- Raneferef
- Chentkaus II.

## Další královské seznamy
- Abydoský královský seznam
- Karnacký královský seznam
- Sakkárský královský seznam
- Turínský královský papyrus